# 캔버라 대학교
캔버라 대학교는 오스트레일리아 수도 준주 캔버라에 대학교이다.

## 같이 보기
- 오스트레일리아의 대학 목록